# Karel Oomen
Karel Oomen (ur. 16 grudnia 1932 w Antwerpii, zm. 25 listopada 2022 w Schoten) – belgijski zapaśnik walczący w stylu klasycznym. Olimpijczyk z Rzymu 1960, gdzie zajął dwudzieste miejsce w kategorii do 73 kg.

## Letnie Igrzyska Olimpijskie 1960
| Konkurencja          | Rundy eliminacyjne       | Rundy eliminacyjne      | Klas. końcowa |
| Konkurencja          | Przeciwnik I             | Przeciwnik II           | Miejsce       |
| -------------------- | ------------------------ | ----------------------- | ------------- |
| 73 kg styl klasyczny | Sachihiko Takeda (JPN) P | Valeriu Bularca (ROU) P | 20.           |